# Xã Wood, Quận Douglas, Missouri
Xã Wood (tiếng Anh: Wood Township) là một xã thuộc quận Douglas, tiểu bang Missouri, Hoa Kỳ. Năm 2010, dân số của xã này là 366 người.